# Gare de Bischheim
Gare de Bischheim vasútállomás Franciaországban, Schiltigheim településen.

## Vasútvonalak
Az állomást az alábbi vasútvonalak érintik:
- Strasbourg-Lauterbourg-vasútvonal

## Kapcsolódó állomások
A vasútállomáshoz az alábbi állomások vannak a legközelebb:
- Gare de Hœnheim-Tram
- Gare de Strasbourg